# Musée de l'outil (Bièvres)
Le musée de l'outil est situé sur la commune de Bièvres, dans le département de l'Essonne (91), en région Île-de-France.

## Situation
Situé au centre du village, dans un bâtiment daté de 1618, le musée est animé par les membres de l'association « Les Amis De l'Outil (LADO) ».
On peut y accéder par la route (route nationale 118 et autoroute A86), ou en transport en commun (ligne C du RER d'Île-de-France, en gare de Bièvres).

## Histoire
Créée en 1983 par un groupe d’amis, l'association Les Amis De l'Outil (LADO) est ouverte à tous ceux qui, passionnés ou non de l’outil, souhaitent participer à la conservation de la mémoire du travail manuel.
Le musée a été créé en mars 1996 et inauguré en avril de la même année par le maire de Bièvres. Depuis, il sert d'écrin à la collection d'outils de l'association. Récemment agrandi, il abrite désormais la bibliothèque et, à terme des aménagements en cours, devrait aussi pouvoir offrir au public une salle réservée aux expositions momentanées et au visionnage de films documentaires.
À droite de l'entrée, se dresse la « Tour Gamard », œuvre produite par un adhérent, laquelle fut inaugurée en 2008.

## Collection
Le musée expose les outils issus de la collection de LADO. Ceux-ci proviennent essentiellement de dons consentis par des particuliers, d'anciens artisans ou des adhérents, mais aussi d'achats. Entretenus par une équipe de bénévoles, environ deux mille d'entre eux sont présentés au public, classés et mis en scène par métiers; leur fonction, leur histoire et leur(s) particularité(s) sont expliquées par les guides de visite.
Mais la collection est beaucoup plus vaste : environ 35 000 outils, dont un peu plus de 14 000 sont aujourd'hui référencés et prêts à être exposés dans le musée. Chaque année, un système de roulement permet de renouveler la liste des métiers proposés. Ainsi, nonobstant les aménagements en cours, le musée devrait pouvoir présenter au 1er mai 2016 :
- Sculpteur / Tailleur de pierre
- Vitrailliste
- Taillandier
- Dinandier
- Ferblantier
- Tailleur de limes
- Rémouleur ambulant
- Fileuse
- Mercière
- Tailleur
- Fleuriste de fleurs artificielles
- Gantière
- Lavandière / Blanchisseuse
- Repasseuse
- Scieur de long
- Charpentier
- Menuisier / Ébéniste
- Charron / Carrossier
- Merrandier
- Tonnelier
- Vigneron

## Les Amis De l'Outil - LADO
L'association a été créée en 1983. Dans le cadre de la Loi 1901, ses fondateurs lui ont fixé pour mission « la sauvegarde du patrimoine du travail, par son inventaire historique et systématique, dans le but de le faire connaître et de le diffuser ». À ce titre, elle est aujourd'hui officiellement reconnue d'intérêt général.
LADO est donc ouverte à tous ceux qui, passionnés ou non de l’outil, souhaitent participer à la conservation et à la transmission de la mémoire du travail manuel. Son fonctionnement et son animation requièrent l'attention d'une équipe de bénévoles dynamiques et disposés à partager leur(s) savoir(s). Environ 190 adhérents de tous horizons (français, britanniques, allemands ou suisses) forment ses rangs.
Chaque année, le musée de l'outil sert de point de ralliement lors d'événements tout aussi importants pour le fonctionnement de l'association que pour le maintien du cadre de vie bièvrois :
- la Foire à l'outil ancien et à l'objet d'art populaire, chaque 1er mai depuis un peu plus de trente ans, dont la renommée est aujourd'hui européenne, pour ne pas dire mondiale ;
- les Journées du Patrimoine, généralement organisées au mois de septembre, avec mise en situation et démonstration de différents métiers ;
- le pressurage des pommes, généralement organisé au mois d'octobre, et très apprécié des biévrois dont certains, petits et grands, n'hésitent pas à mettre la main à la pâte… ou au gobelet pour goûter le jus directement sorti du pressoir.

Par ailleurs, LADO sait aussi se faire prestataire de services :
- montage d'expositions thématiques annuelles, dans le cadre de la foire du 1er mai, lesquelles sont ensuite destinées à être louées par des communes ou des comités d'entreprises ;
- location à la demande d'outils ou de machines (le matériel de pressurage, par exemple), par des associations, des municipalités, des sociétés de production (cinéma) ;
- édition d'ouvrages dont le thème est généralement lié aux différentes expositions proposées.

LADO peut aussi prêter ses outils à titre gracieux (sous conditions, et dans le cadre d'une activité précise) :
- décoration des vitrines des commerces biévrois ;
- lancement d'une activité artisanale professionnelle (jeunes entrepreneurs).

Il est important de noter que LADO ne pourrait fonctionner pleinement sans le soutien de la municipalité de Bièvres; sans oublier le travail colossal fourni par l'équipe de bénévoles.

## Galerie

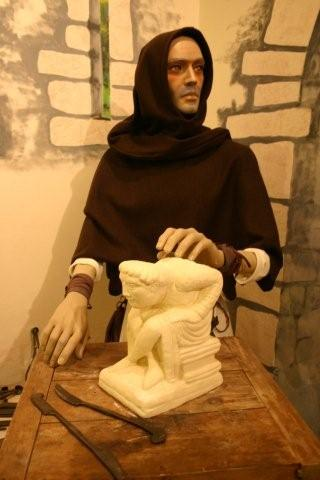
Détail du musée de LADO
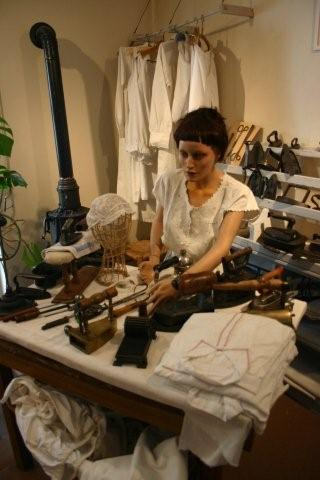
Détail du musée de LADO
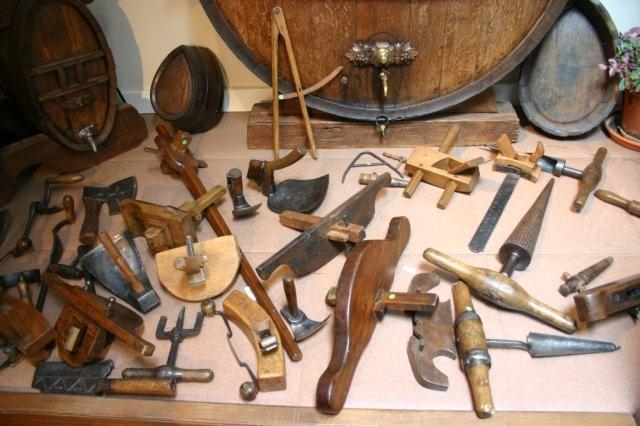
Détail du musée de LADO
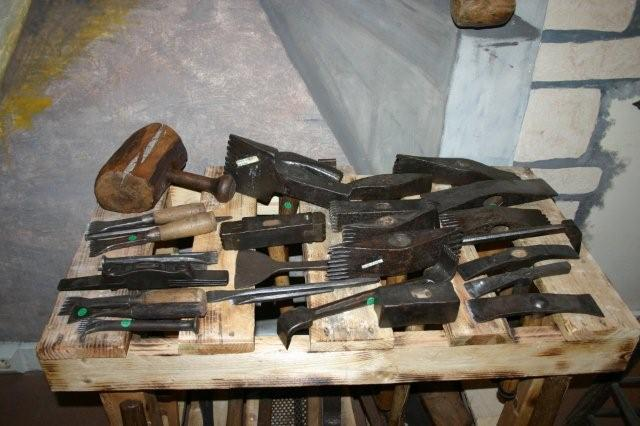
Détail du musée de LADO
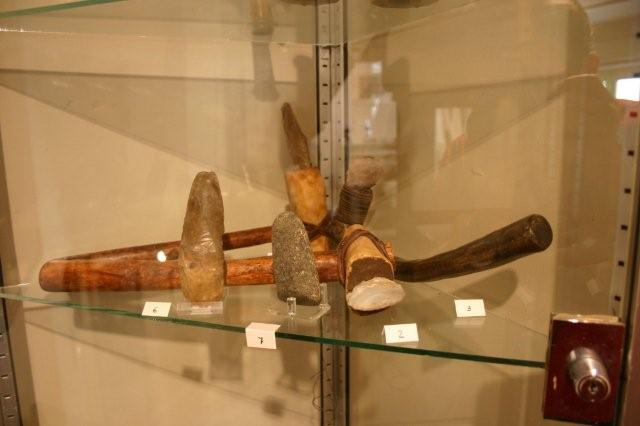
Détail du musée de LADO
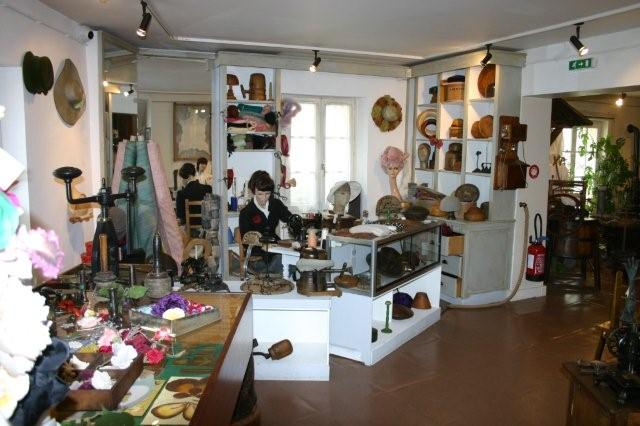
Détail du musée de LADO
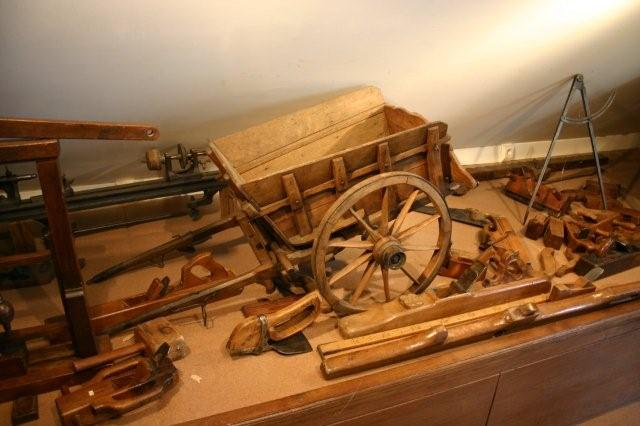
Détail du musée de LADO
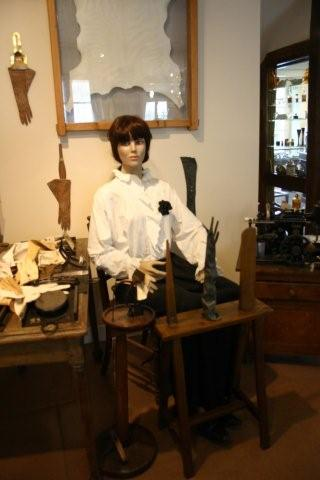
Détail du musée de LADO
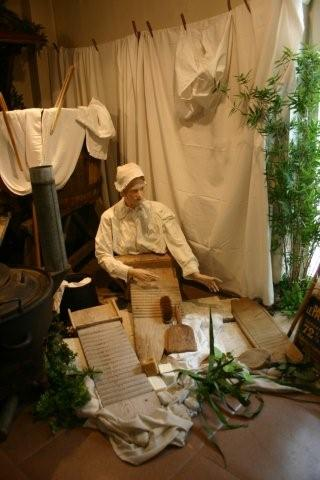
Détail du musée de LADO
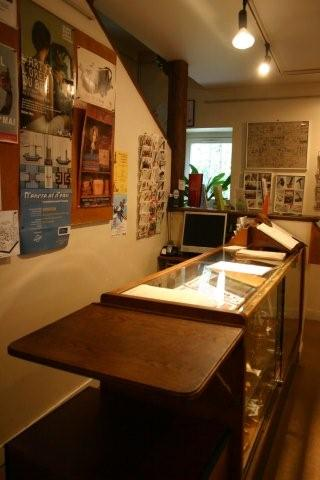
Détail du musée de LADO